# Алабас (Актюбинская область)
Алабас (каз. Алабас) — село в Шалкарском районе Актюбинской области Казахстана. Входит в состав Биршогырского сельского округа. Код КАТО — 156438200.
В 5 км к западу от села расположена одноимённая железнодорожная станция.

## Население
В 1999 году население села составляло 197 человек (104 мужчины и 93 женщины). По данным переписи 2009 года, в селе проживали 264 человека (129 мужчин и 135 женщин).